# Grupa pierwotna
Grupa pierwotna – podstawowa, uniwersalna dla wszystkich społeczeństw grupa społeczna, do której jednostki spontanicznie przynależą, jak rodzina, krąg sąsiedzki czy grupa rówieśnicza. Cechuje ją kilka istotnych cech: niewielka liczba członków, bezpośrednie interakcje, duża trwałość, wielofunkcyjność, niewyspecjalizowany charakter kontaktów, duża zażyłość między członkami takiej grupy i mają duże znaczenie dla tożsamości jednostki, która z nimi się identyfikuje. W obrębie grup pierwotnych zachodzi też socjalizacja pierwotna jednostki.

## Stanowisko Charlesa Cooleya

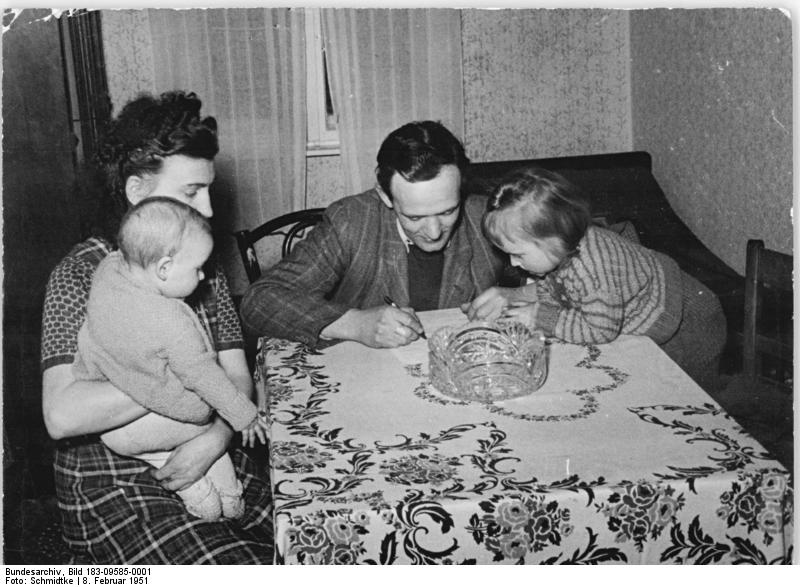
Rodzina jako przykład grupy pierwotnej

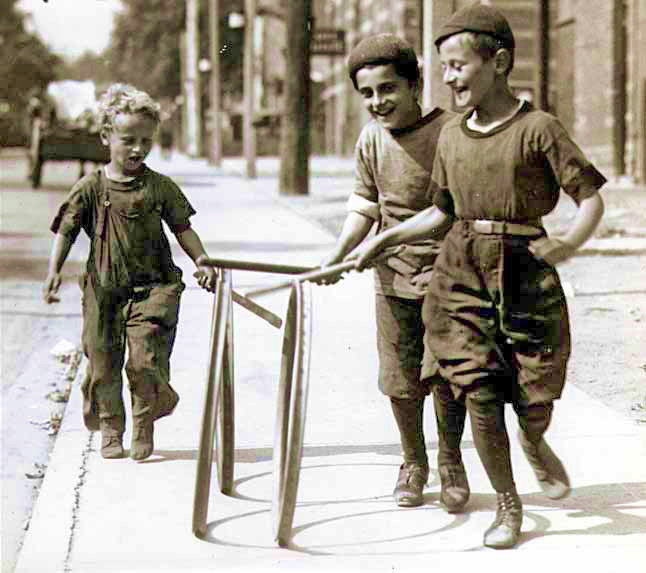
Dziecięca grupa zabawowa. Zdjęcie wykonane w 1922 roku w Toronto

Pojęcie grupy pierwotnej wprowadził do socjologii amerykański socjolog Charles Horton Cooley w roku 1909.
Według jego definicji grupa pierwotna to grupa odznaczająca się ścisłym zespoleniem jednostek poprzez stosunki osobiste i współpracę. Pierwotność tych grup ma wiele wymiarów, ale najważniejszym jest to, że tworzy ona społeczną naturę jednostki. 
Ze względu na to, że nie każda mała grupa społeczna może być określana jako pierwotna, Cooley opisał 5 cech tego typu grup:
1. relacje między członkami grupy muszą przebiegać „twarzą w twarz”, co powoduje, że wszyscy muszą się znać osobiście i nie mogą istnieć żadne bariery dla takiej komunikacji;
2. charakter kontaktów nie może być wyspecjalizowany – grupy angażują członków totalnie i nie są to celowe grupy zadaniowe;
3. względna trwałość, co oznacza, że ich struktura nie jest tymczasowa, jak w przypadku grup celowych, które rozwiązują się po wykonaniu zadania;
4. mała liczebność – mogą one liczyć do kilkudziesięciu członków;
5. dominacja intymnych stosunków społecznych, która jest silniejsza w mniejszych grupach[5].

Cooley przedstawił trzy typy małych zbiorowości społecznych, które zaliczył do grup pierwotnych:
- rodzina – grupa oparta na stosunkach pokrewieństwa,
- grupa zabawowa (grupa rówieśnicza) – grupa oparta na stosunkach przyjaźni
- grupa sąsiedzka – grupa oparta na stosunkach sąsiedzkich.

W tym znaczeniu grupa pierwotna jest taką, ze względu na funkcje socjalizacyjne wobec jednostki, jednakże grupy spełniające powyższe warunki nie muszą tych funkcji wobec jednostki pełnić. Oznacza to, że nie jest ona specyficznym typem grupy społecznej.

## Więź społeczna w grupach pierwotnych
W grupach pierwotnych dominują więzi oparte na relacjach osobowych, w odróżnieniu od grup wtórnych, w których więzi między jednostkami opierają się na stosunkach rzeczowych. Przynależność do nich pozwala na zaspokajanie podstawowych potrzeb emocjonalnych.

## Relacje między grupą pierwotną a makrostrukturą
Małe grupy pierwotne są częścią składową dużych, formalnych grup wtórnych i mają wpływ na funkcjonowanie makrostruktury: 
- stanowią przekaźnik i filtr dla komunikatów z makrostruktury poprzez dwustopniowy charakter komunikacji makrostruktura → mikrostruktua → jednostka:
  - grupy pierwotne stają modyfikatorem treści z makrostruktury;
  - zapobiegają infiltracji z zewnątrz, jeśli treści propagandowe naruszają solidarność małych grup;
  - ułatwiają agitację, jeśli treści propagandowe nie naruszają systemów wartości i solidarności w małych grupach;
  - efektywność komunikacji w dużych organizacjach jest większa, gdy opiera się na sieci komunikacyjnej małych grup pierwotnych;
  - poprzez dwustopniowy charakter komunikacji, struktura organizacji ulega wzmocnieniu;
- grupy pierwotne stanowią ochronę dla jednostki przed wpływem makrostruktur, w sytuacji, gdy istnieje konflikt norm między makro- i mikrostrukturami, np. ochraniają jednostki przed podporządkowaniem się w społeczeństwach totalitarnych.
- konflikt między mikro- i makrostrukturami jest złagodzony, gdy małe grupy przestają być izolowane, zwiększa się liczba kontaktów i możliwość uczestnictwa w wielu różnych grupach przez jednostkę.

## Ujęcie ewolucyjne
Z perspektywy biologii ewolucyjnej grupy pierwotne są naturalnym, ukształtowanym przez tysiące lat ewolucji środowiskiem człowieka.